# Бійці за справедливість щодо геноциду вірмен
Бійці за справедливість щодо геноциду вірмен (Justice Commandos against Armenian Genocide, JCAG, ДжСАГ) — вірменська терористична організація . Була створена 1972 року на XX з'їзді партії Дашнакцутюн в Відні (Австрія). Діяла в 1975–1983 рр., Мета — домогтися визнання Геноциду вірмен і створення незалежної Вірменії .
Основні регіони діяльності — Європа і Північна Америка . Організація чинила напади на турецьких дипломатів — як офіційних представників Туреччини, яка не визнає геноцид вірмен . Можливі прямі організаційні зв'язку ДжСАГ з партією Дашнакцутюн . Після вбивства турецькими спецслужбами лідера ДжСАГ Абраама Асчяна в 1982 році, про діяльність ДжСАГ нічого не відомо. Не виключається, що організація взяла нову назву — " Вірменська революційна армія ".

## Основні операції ДжСАГ
- жовтень 1975 — вбивство турецького посла у Франції ,
- червень 1977 — вбивство турецького посла в Ватикані ,
- червень 1978 — нападу на автомобіль турецького посла в Іспанії ,
- жовтень 1979 — вбивство сина турецького посла в Нідерландах ,
- грудень 1979 — вбивство турецького аташе з туризму у Франції ,
- лютий 1980 — напад на турецького посла в Швейцарії ,
- серпень 1982 — вбивство турецького військового аташе в Канаді .

## джерела
1. ↑   Terrorist Group Profiles. DIANE Publishing, 1989. ISBN 1568068646 , 9781568068640, p 52
2. ↑  Архівована копія (PDF). Архів оригіналу (PDF) за 24 вересня 2015. Процитовано 5 березня 2019.{{cite web}}:  Обслуговування CS1: Сторінки з текстом «archived copy» як значення параметру title (посилання) [Архівовано 2015-09-24 у Wayback Machine.]
3. ↑   Starving Armenians: America and the Armenian Genocide, 1915—1930 and After — Page 166 by Merrill D. Peterson
4. ↑  Verluise (1995). Armenia in Crisis: The 1988 Earthquake. Wayne State University Press. с. p. 143. ISBN 0-8143-2527-0. {{cite book}}: |pages= має зайвий текст (довідка)